# Bernd Pol
Bernd Pol (* 30. Januar 1946 in Freiburg im Breisgau; † 9. Januar 2019) war ein Autor und Computer-Spezialist.

## Leben
Bernd Pol wuchs in Birkenfeld nahe Pforzheim auf. Nach dem Besuch der Volksschule folgte eine Lehre als Radio- und Fernsehtechniker, weiterhin als Elektroniker. 1969 legte Pol sein Abitur ab und studierte Politik, Geschichte und Slawistik in Mainz und an der Philipps-Universität Marburg, zudem ab Mitte der 1970er Jahre Physik und Mathematik.
Nach dem Studium leitete er eine Buchhandlung. 1977 konstruierte Pol einen der ersten privaten Mikrocomputer in Deutschland. Von da an bis 1992 wirkte er als freier Fachjournalist und Übersetzer für Elektronik-Publikationen. Sein Buch Vom Umgang mit CP-M wurde über 30.000 mal verkauft. Ab 1992 schrieb er Gedichte, Prosa und betätigte sich als Blogger.
Bernd Pol lebte zuletzt in Worms, war verheiratet und hatte vier erwachsene Kinder.

## Werke (Auswahl)
- SternenBlicks kleiner Dichtkunstschatz 2, Anthologie. BoD 2016, ISBN 978-3-7412-4988-4.
- Vom Umgang mit CP-M. IWT-Verlag 1982, ISBN 978-3-88322-004-8.
- Wie man in BASIC programmiert, Einfache Techniken, Fallstudien. Vogel 1981, ISBN 978-3-8023-0637-2.
- Was der Mikrocomputer alles kann. Vogel 1980, ISBN 978-3-8023-0643-3.

### Werke als Übersetzer
- Rodnay Zaks: Programmierung des 6502 von den elementaren Techniken bis zu mittleren Anforderungen. Vogel 1982